# The Twilight Zone (serie de televisión de 2002)
The Twilight Zone (conocida en Hispanoamérica como La dimensión desconocida y en España como En los límites de la realidad) es la tercera adaptación de la serie de televisión estadounidense homónima creada por Rod Serling—que forma parte de la franquicia The Twilight Zone—y que se especializa en el género de la ciencia ficción, la fantasía y el terror. Realizada entre 2002 y 2003 recupera, a diferencia de lo sucedido en la segunda adaptación, la figura de narrador y anfitrión interpretado por el actor Forest Whitaker.
Esta adaptación de The Twilight Zone incluye en cada episodio dos historias a lo largo de una hora. El tema de apertura fue compuesto por Jonathan Davis cantante del grupo de rock Korn. La temática de la serie tendió a abordar asuntos contemporáneos como terrorismo, racismo, roles de género, sexualidad o acoso. Sin embargo la serie no disfrutó de la misma aceptación de la serie original o del remake de 1985 y solo se mantuvo durante una temporada.

## Capítulos
En esta tercera adaptación de The Twilight Zone además de guiones originales, se incluyen adaptaciones y actualizaciones de historias presentadas en la serie de televisión original. Una de las más destacables es «The Eye of the Beholder» en la que una mujer joven, que vive en una sociedad futurista que la rechaza por su aspecto físico, aguarda impaciente si el undécimo y último intento de hacerla lucir como todos los demás mediante cirugía tiene éxito o no.
Otra actualización reseñable fue «The Monsters Are on Maple Street». En la versión original un apagón en el barrio ocasiona la paranoia entre los vecinos. En el transcurso del episodio alguien sugiere una invasión alienígena como causa de estos apagones mientras que otro sostiene la teoría de que podría ser un extranjero. La histeria anti-alienígena sirve como alegoría de la paranoia anticomunista de los años 1960 y en esta nueva versión se sustituye a los extranjeros con los terroristas. 
La temporada también incluye «It's still a good life» una secuela del capítulo homónimo de 1961. Anthony, un niño maléfico con poderes casi divinos –interpretado por Bill Mumy, quien también actuara en la serie de televisión Perdidos en el espacio– volvió a representar el mismo rol pero en su versión adulta, esta vez acompañado de su hija -que también lo es en la vida real- Liliana Mumy, una niña con poderes mayores los de su progenitor. Cloris Leachman también volvió como la madre de Anthony. Mumy también colaboró como guionista de otros episodios en la serie.
Entre las principales estrellas invitadas se incluyen a Jessica Simpson, Moira Kelly, Eriq La Salle, Jason Bateman, Katherine Heigl, Lou Diamond Phillips, Lukas Haas, Usher, Rob Estes, Jaime Pressly, Shannon Elizabeth, Olivia d'Abo, Method Man, Linda Cardellini, Mari Morrow, Bill Mumy, Nicholas Turturro o Elizabeth Berkley.

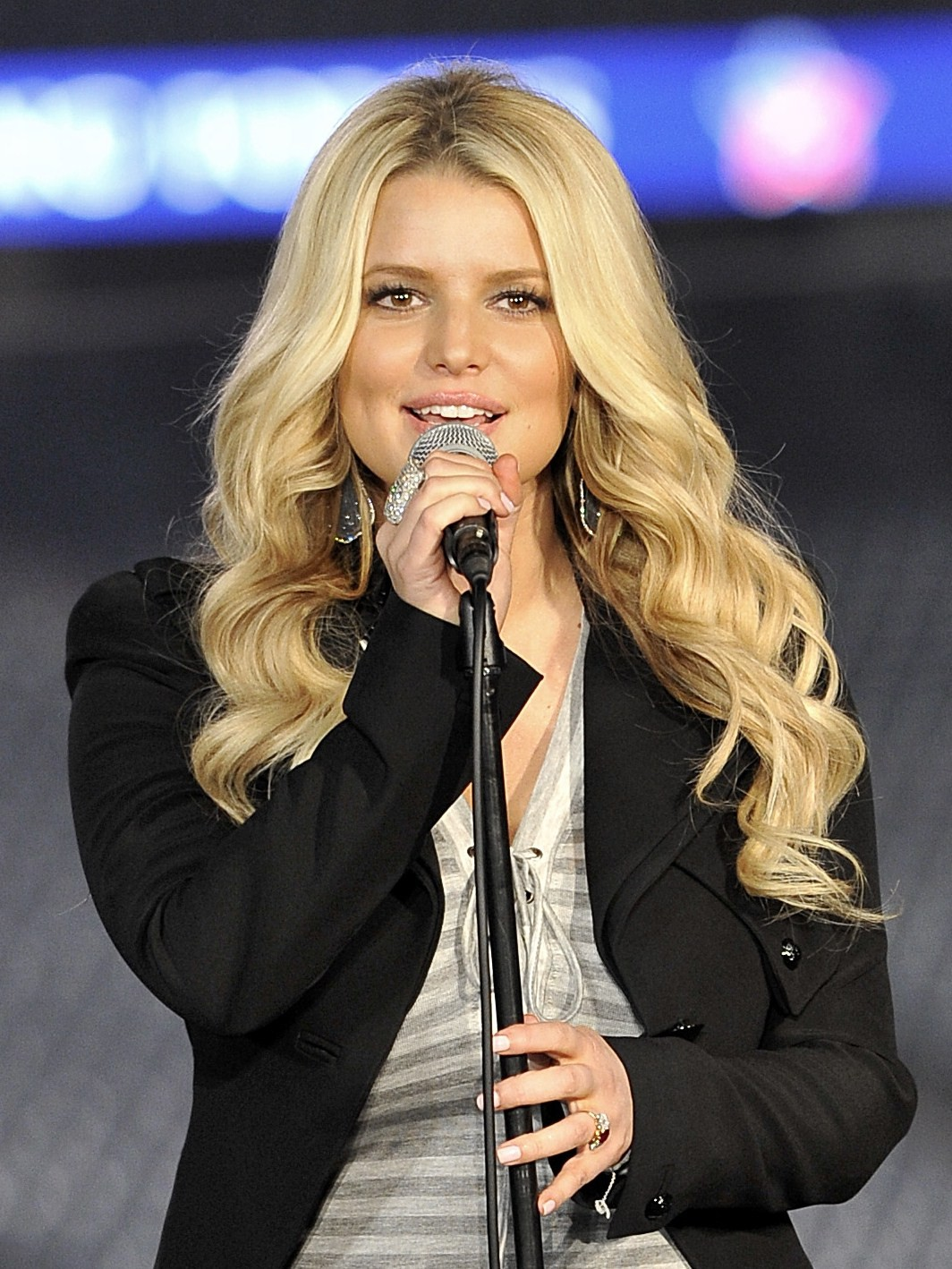
Jessica Simpson
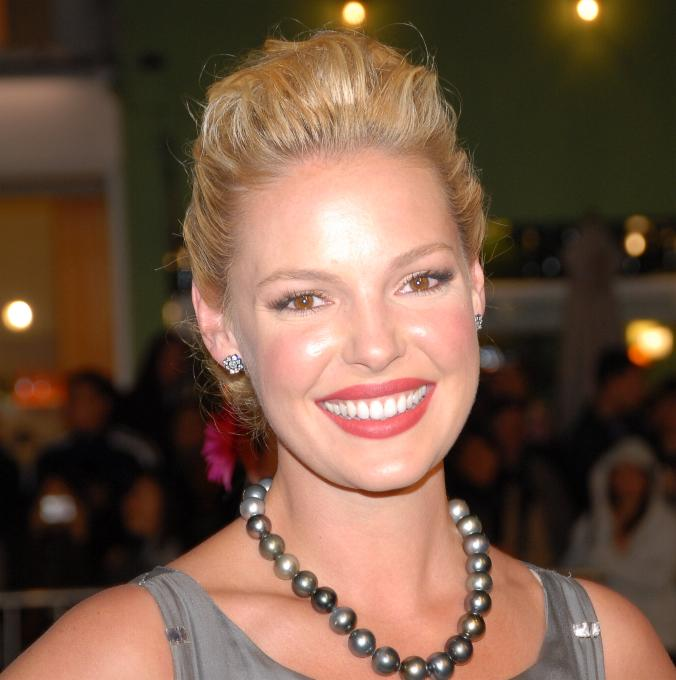
Katherine Heigl
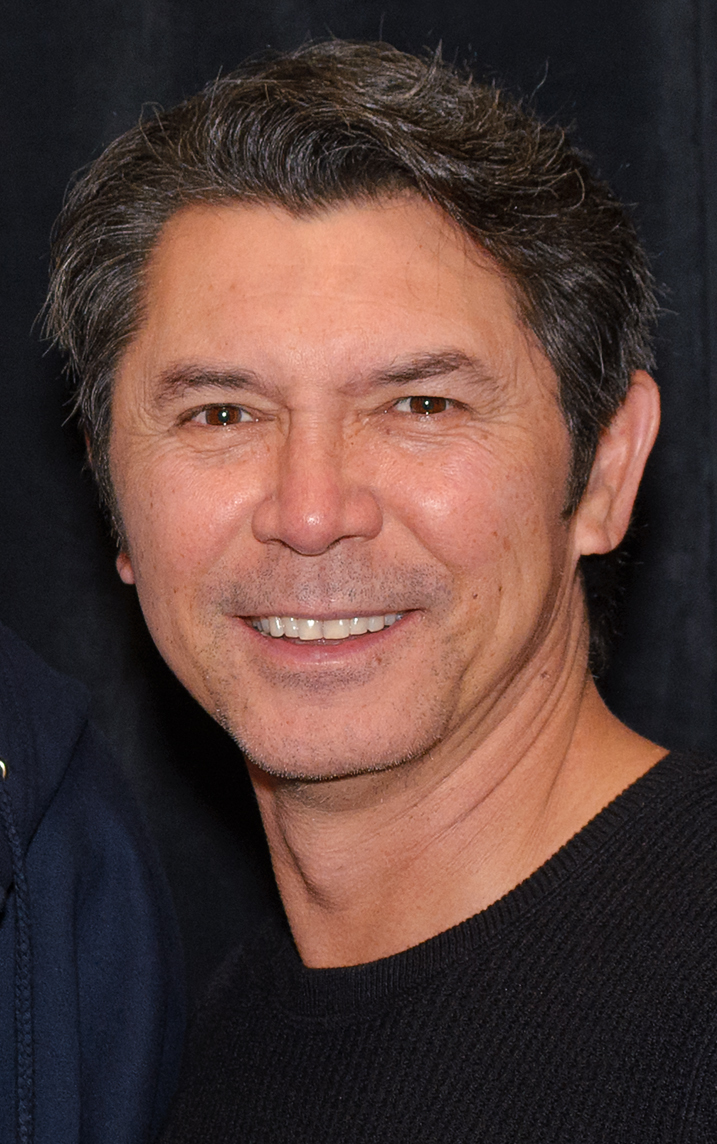
Lou Diamond Phillips
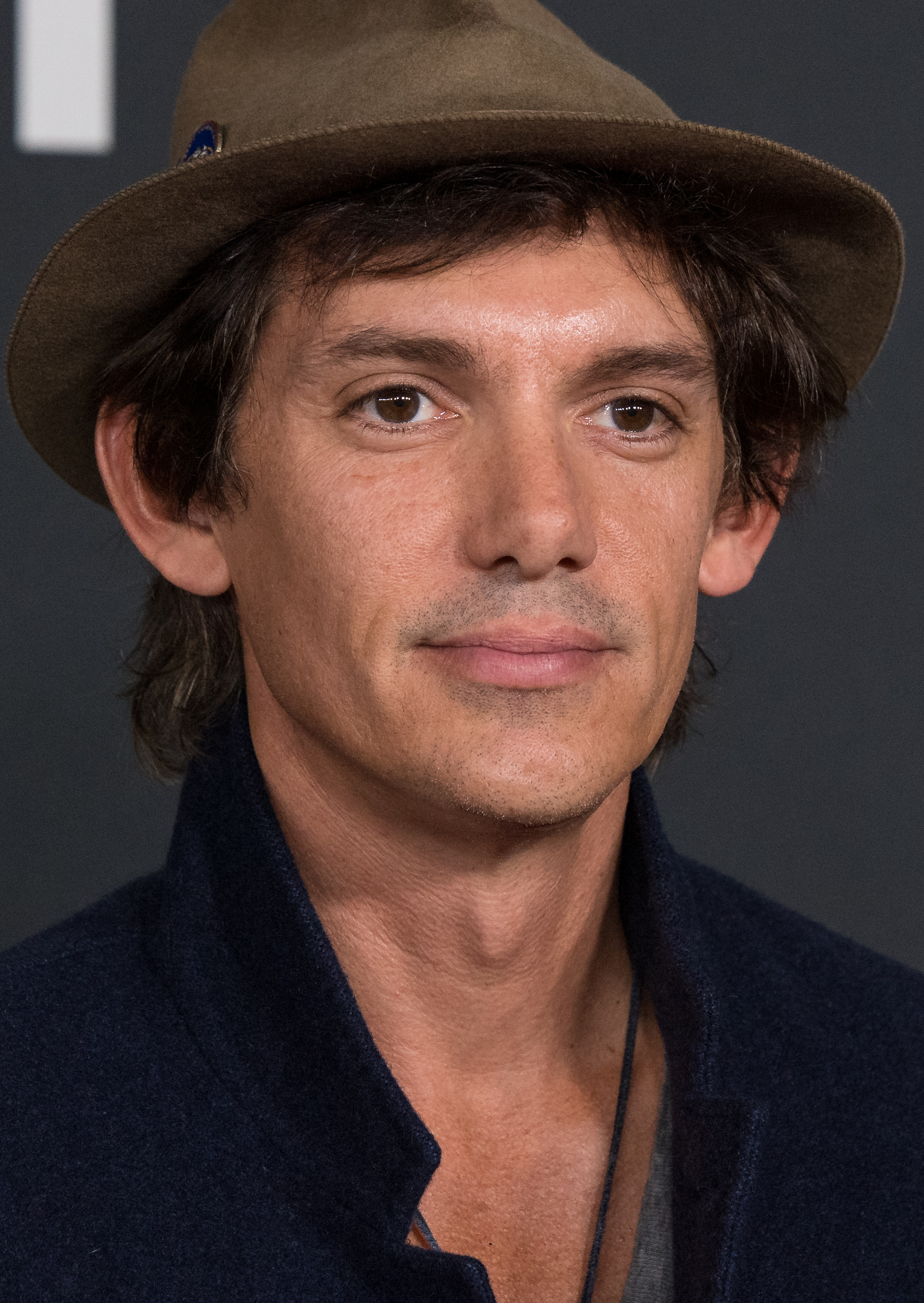
Lukas Haas
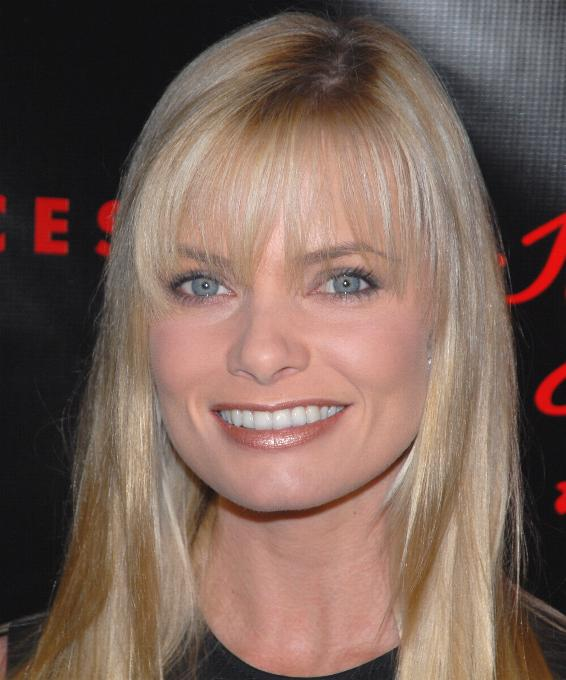
Jaime Pressly

## Lista de episodios
Listado de los 44 episodios incluyendo una sinopsis de los mismos:
| Capítulo     | Título original                         | Título en castellano                  | Dirección            | Escrito por                                           | Emisión original         | Sinopsis |
| ------------ | --------------------------------------- | ------------------------------------- | -------------------- | ----------------------------------------------------- | ------------------------ | --- |
| 1 / 1.º      | «Evergreen»                             | «Evergreen»                           | Allan Kroeker        | Jill Blotevogel                                       | 18 de septiembre de 2002 | Una adolescente rebelde (Amber Tamblyn) y su familia se mudan a una comunidad cerrada. Allí, tratan a los jóvenes problemáticos de una forma extraña y aterradora. |
| 1 / 2.º      | «One night at Mercy»                    | «Una noche en el Mercy»               | Peter O'Fallon       | Christopher Mack                                      | 18 de septiembre de 2002 | Un médico (Tyler Christopher) salva a un paciente (Jason Alexander) que intentó suicidarse. Luego descubre que es la muerte buscando tomarse un descanso de su trabajo. |
| 2 / 3.º      | «Shades of guilt»                       | «Grados de culpa»                     | Perry Lang           | Ira Steven Behr                                       | 25 de septiembre de 2002 | Matt McGreevy (Vincent Ventresca) ignora a un profesor afroamericano profesor afroamericano (Hill Harper) que le pide ayuda contra unos skinheads, los cuales terminan asesinándolo. Al día siguiente, Matt despierta en el cuerpo del profesor, y ahora debe encontrar la forma de volver a ser él mismo. |
| 2 / 4.º      | «Dream lover»                           | «La amante de tus sueños»             | Peter O'Fallon       | Frederick Rappaport                                   | 25 de septiembre de 2002 | Un diseñador gráfico de historietas (Adrian Pasdar), hace que la chica de sus sueños (Shannon Elizabeth) cobre vida. Quiere que lo ayude a superar su bloqueo creativo. |
| 3 / 5.º      | «Cradle of darkness»                    | «La cuna de la oscuridad»             | Jean de Segonzac     | Kamran Pasha                                          | 2 de octubre de 2002     | Una mujer (Katherine Heigl) que trabaja en una agencia de viajes en el tiempo es enviada al pasado para matar a Adolf Hitler cuando era niño y evitar su reinado de terror. |
| 3 / 6.º      | «Night route»                           | «Línea nocturna»                      | Jean de Segonzac     | Jill Blotevogel                                       | 2 de octubre de 2002     | Una profesora de inglés (Ione Skye) casi es atropellada por un coche. Luego, un autobús misterioso comienza a perseguirla por su calle. |
| 4 / 7.º      | «Time lapse»                            | «Intervalos»                          | John T. Kretchmer    | James Crocker                                         | 9 de octubre de 2002     | Un ordenanza (Ethan Embry) que sufre desmayos, cree que durante esos momentos planea atacar a la hija del presidente sin recordarlo. |
| 4 / 8.º      | «Dead man's eyes»                       | «Los ojos de un cadáver»              | Jerry Levine         | Frederick Rappaport                                   | 9 de octubre de 2002     | Tras el asesinato de su esposo, Lauren Janus (Portia de Rossi) está devastada. En el juicio, usa unas gafas que le permiten ver los últimos momentos de su esposo. Decide resolver el caso, enfrentándose a un peligroso asesino. |
| 5 / 9.º      | «The pool guy»                          | «El limpia albercas»                  | Paul Shapiro         | Hans Beimler                                          | 16 de octubre de 2002    | Un limpiador de piscinas (Lou Diamond Phillips) tiene pesadillas recurrentes. En ellas, un hombre muerto (Mackenzie Gray) siempre le dice que despierte antes de dispararle. |
| 5 / 10.º     | «Azoth the Avenger is a friend of mine» | «Azoth el Vengador es amigo mío»      | Brad Turner          | Brent V. Friedman                                     | 16 de octubre de 2002    | Un joven (Rory Culkin) acosado por su padre abusivo y matones del barrio, da vida a su superhéroe favorito, «Azoth el Vengador» (Patrick Warburton). Este le enseña sobre venganza y valentía. |
| 6 /11.º-12.º | «The lineman»                           | «El rayo»                             | Jonathan Frakes      | Pen Densham                                           | 23 de octubre de 2002    | Un instalador de líneas (Jeremy Piven) es alcanzado por un rayo y gana la habilidad de leer mentes. Usa este poder para su beneficio personal, pero pronto descubre que todo tiene un costo. Este episodio dura una hora. |
| 7 / 13.º     | «Harsh Mistress»                        | «Una amante exigente»                 | Brad Turner          | Bradley Thompson y David Weddle                       | 30 de octubre de 2002    | Un músico en apuros (Lukas Haas) consigue gran fama y riqueza gracias a una guitarra legendaria. Pero el precio de la gloria es tan inesperado como inquietante. |
| 7 / 14.º     | «Upgrade»                               | «Ascenso de categoría»                | Joe Chappelle        | Robert Hewitt Wolfe                                   | 30 de octubre de 2002    | Un ama de casa (Susanna Thompson), agobiada por un esposo grosero y unos hijos rebeldes, ve cómo su deseo de una vida perfecta se hace realidad. Paulatinamente su familia es reemplazada por un esposo ideal e hijos modelo. |
| 8 / 15.º     | «To protect and serve»                  | «Proteger y servir»                   | Joe Chappelle        | Kamran Pasha                                          | 6 de noviembre de 2002   | Un policía idealista (Usher), arriesga todo para proteger a una prostituta (Samantha Becker) de su cruel proxeneta, y no se detendrá ante nada para protegerla. |
| 8 / 16.º     | «Chosen»                                | «Elegido»                             | Winrich Kolbe        | Ira Steven Behr                                       | 6 de noviembre de 2002   | Un hombre solitario y gruñón (Jake Busey) recibe un extraño video de dos misioneros misioneros (Andrew Moxham y Kim Hawthorne) en el cual es señalado como «elegido». Al mismo tiempo, sus conocidos comienzan a desaparecer sin explicación, mientras la policía y seguridad nacional investigan estas misteriosas desapariciones. |
| 9 / 17.º     | «Sensuous Cindy»                        | «Sensual Cindy»                       | John T. Kretchmer    | James Crocker                                         | 13 de noviembre de 2002  | Un escritor de revistas (Greg Germann) se compromete a no tener relaciones sexuales hasta después del matrimonio. Pero su compromiso se pone a prueba cuando una inteligencia artificial con la forma de una atractiva mujer (Jaime Pressly), aparece en realidad virtual para tentarlo y aliviar su estrés. |
| 9 / 18.º     | «Hunted»                                | «Cazado»                              | Patrick Norris       | Christopher Mack                                      | 13 de noviembre de 2002  | Los miembros de un equipo de fuerzas especiales de élite (Scott Bairstow y Marisol Nichols) de una utopía futurista –libre de violencia y crimen– intentan rastrear y ejecutar a una criatura misteriosa que se esconde en el bosque, la cual es responsable de la muerte de varios civiles. |
| 10 / 19.º    | «Mr. Motivation»                        | «Señor motivación»                    | Deran Sarafian       | Steven Aspis                                          | 20 de noviembre de 2002  | Un siniestro muñeco de juguete llamado Sr. Motivación (con la voz de Pat O'Brien), anima a un tímido empleado farmacéutico (Wallace Langham) a enfrentarse a su abusivo jefe (Christopher McDonald) y tomar el control de su vida. |
| 10 / 20.º    | «Sanctuary»                             | «Santuario»                           | Patrick Norris       | James Crocker                                         | 20 de noviembre de 2002  | Un agente deportivo (Rob Estes) y una corredora de bienes raíces (Elizabeth Berkley) se encuentran varados en una versión moderna del Jardín del Edén, pero sin electricidad y donde los celulares no funcionan. Lucharán por evitar que su idílico mundo se derrumbe cuando llega una motociclista herida (Nicki Aycox), con un teléfono móvil en funcionamiento.                                                                               |
| 11 / 21.º    | «Future trade»                          | «Comercio futuro»                     | Bob Balaban          | Clyde Hayes                                           | 27 de noviembre de 2002  | Un hombre con un trabajo sin futuro (Frank Whaley) en un centro comercial y una familia disfuncional, aprende que llevar una vida rica no es todo lo que esperaba después de cambiar su futuro por el de un hombre con una esposa trofeo (Sofia Milos). |
| 11 / 22.º    | «Found and lost»                        | «Recuperada y perdida»                | Vern Gillum          | Bill Mumy                                             | 27 de noviembre de 2002  | Un hombre de negocios con problemas (Brian Austin Green) tiene la oportunidad de volver al pasado y de enmendar un error que lo alejó de la mujer que más amó (Moira Kelly), y de su familia. |
| 12 / 23.º    | «Gabe's story»                          | «La historia de Gabe»                 | Allan Kroeker        | Dusty Kay                                             | 11 de diciembre de 2002  | Un repartidor (Christopher Titus) que sufre por una persistente mala suerte, se propone desafiar al destino después de sufrir un accidente automovilístico, golpearse la cabeza y adquirir la extraña habilidad de ver los eventos que rodean sus desafortunados golpes, donde ve a un hombre misterioso con un mono (Kelly Perine). |
| 12 / 24.º    | «Last lap»                              | «La última vuelta»                    | Brad Turner          | Rob Hedden                                            | 11 de diciembre de 2002  | Un joven enfermo terminal (Clifton Collins, Jr.) y su mejor amigo (Greg Serano) inician una carrera final en su auto de carreras GT, con consecuencias inesperadas para ambos. |
| 13 / 25.º    | «The path»                              | «El camino»                           | Jerry Levine         | James Crocker                                         | 8 de enero de 2003       | Una insatisfecha periodista sensacionalista (Linda Cardellini) poco a poco se obsesiona con confiar en un adivino (Method Man) que le proporciona predicciones increíblemente precisas sobre el futuro de su vida. |
| 13 / 26.º    | «Fair warning»                          | «Advertencia justa»                   | John T. Kretchmer    | David Weddle y Bradley Thompson                       | 8 de enero de 2003       | Una empleada de una floristería (Taryn Manning) es acosada por una de las múltiples personalidades del empleado de una tienda de animales (Devon Gummersall). |
| 14 / 27.º    | «Another life»                          | «Otra vida»                           | Risa Bramon García   | Amir Mann y Brent V. Friedman                         | 5 de febrero de 2003     | El famoso rapero Marvin Gardens (Wood Harris) se sobrepuso a una dura infancia hasta lograr convertirse en millonario. Con una vida privilegiada y una familia amorosa experimenta visiones confusas que lo atormentan hasta el punto en que las líneas que separan la fantasía y la realidad comienzan a difuminarse. |
| 14 / 28.º    | «Rewind»                                | «Rebobinado»                          | Kevin Bray           | James Crocker                                         | 5 de febrero de 2003     | A un jugador compulsivo (Eddie Kaye Thomas) le regalan una grabadora de casetes con el poder de enviarlo repetidamente cinco minutos atrás en el tiempo, e intenta usarla para vencer al dueño del casino local (Ben Bass) y a la mafia. |
| 15 / 29.º    | «Tagged»                                | «Marcado»                             | James Head           | Charles Largent                                       | 12 de febrero de 2003    | El miembro de una pandilla y grafitero callejero (Todd Williams) se siente consumido por la culpa después de matar a un hombre al que sorprendió pintando sobre su mural. El mural empieza a transformarse en una imagen de su crimen. |
| 15 / 30.º    | «Into the light»                        | «Hacia la luz»                        | Lou Diamond Phillips | Moira Kirland                                         | 12 de febrero de 2003    | Una profesora de inglés de secundaria (Samantha Mathis) decidida a renunciar debido a la falta de interés de sus apáticos alumnos, desarrolla la capacidad de predecir cuándo va a morir una persona cuando mira su rostro. |
| 16 / 31.º    | «It's still a good life»                | «Sigue siendo una buena vida»         | Allan Kroeker        | Ira Steven Behr Basado en la creación de Jerome Bixby | 19 de febrero de 2003    | Secuela del episodio de 1961 Es una buena vida donde Anthony Fremont (Bill Mumy), ya adulto y todavía aterrorizando a los residentes de Peaksville con sus poderes mentales ilimitados, descubre que su pequeña hija (Liliana Mumy) tiene poderes que son incluso más fuertes que los suyos. |
| 16 / 32.º    | «The monsters are on Maple Street»      | «Los monstruos están en Maple Street» | Debbie Allen         | Rod Serling                                           | 19 de febrero de 2003    | Actualización del episodio 22 de 1960 Monstruos en la calle Maple. Los moradores de un barrio empiezan a sospechar que sus nuevos vecinos son terroristas después de un corte inesperado de energía y agua en toda el área excepto en la casa de estos. |
| 17 / 33.º    | «Memphis»                               | «Menfis»                              | Eriq La Salle        | Eriq La Salle                                         | 26 de febrero de 2003    | Un empleado legal (Eriq La Salle), al que le han diagnosticado seis meses de vida debido a un tumor cerebral, se encuentra transportado en el tiempo a Memphis (Tennessee) en 1968, en el día Martin Luther King, Jr. va a ser asesinado. |
| 17 / 34.º    | «How much do you love your kid?»        | «¿Cuánto amas a tu hijo?»             | Allison Liddi-Brown  | Michael Angeli                                        | 26 de febrero de 2003    | Donna Saicheck (Bonnie Somerville) piensa divorciarse de su marido Ted (Steve Bacic) y recibe una llamada telefónica de la policía, avisándole que su hijo ha sido secuestrado. Donna entonces se ve envuelta en un retorcido reality show, organizado por un hombre conocido como Nick Dark (Wayne Knight), que le ayuda a encontrar pistas de dónde puede hallarse su hijo.                                                                    |
| 18 / 35.º    | «The Placebo Effect»                    | «Efecto placebo»                      | Jerry Levine         | Rebecca Swanson                                       | 2 de abril de 2003       | Un médico (Sydney Poitier) intenta disuadir a un paciente hipocondríaco (Jeffrey Combs) de creer que ha contraído una enfermedad virulenta que aparece en las páginas de una novela de ciencia ficción, y que ha contagiado a varios pacientes del hospital. |
| 18 / 36.º    | «Cold fusion»                           | «Fusión fría»                         | Eli Richbourg        | Ashley Edward Miller y Zack Stentz                    | 2 de abril de 2003       | Un brillante físico (Sean Patrick Flanery) es enviado a un laboratorio remoto en el Ártico donde se están llevando a cabo los últimos preparativos para una fuente de energía infinita. Él se ve envuelto en una mortal lucha psicológica con el creador del dispositivo (Ian McShane). |
| 19 / 37.º    | «The Pharaoh's curse»                   | «La maldición del Faraón»             | Bob Balaban          | Stephen Beck                                          | 23 de abril de 2003      | Un aspirante a mago (Shawn Hatosy) busca aprender el secreto detrás de un truco legendario realizado por el gran mago Harry Kellog (Xander Berkeley). |
| 19 / 38.º    | «The collection»                        | «La colección»                        | John T. Kretchmer    | Erin Maher y Kay Reindl                               | 23 de abril de 2003      | Una niñera (Jessica Simpson) sospecha que una colección de muñecas extrañamente reales que pertenecen a su clienta (Ashley Edner) está relacionada con las misteriosas desapariciones de sus niñeras anteriores. |
| 20 / 39.º    | «Eye of the beholder»                   | «El ojo del espectador»               | David R. Ellis       | Rod Serling                                           | 30 de abril de 2003      | Nueva versión del clásico episodio El ojo del espectador. Una hermosa mujer (Molly Sims), en una sociedad totalitaria futurista donde todo el mundo está desfigurado, tiene su undécima intervención quirúrgica y un último intento de hacerla lucir quirúrgicamente como todos los demás. |
| 20 / 40.º    | «Developing»                            | «Desarrollando»                       | Allison Liddi-Brown  | Moira Kirland Dekker                                  | 30 de abril de 2003      | Una joven fotógrafa (Robin Tunney) se convence de que su prometido fallecido está intentando comunicarse con ella desde el más allá después de encontrarlo en varias fotografías que nunca podrían haber sido tomadas. |
| 21 / 41.º    | «The executions of Grady Finch»         | «Las ejecuciones de Grady Finch»      | John Peter Kousakis  | Frederick Rappaport                                   | 7 de mayo de 2003        | Un condenado a muerte llamado Grady Finch (Jeremy Sisto) insiste en su inocencia a su abogada (Alicia Witt). La secuencia de su ejecución se desarrolla una y otra vez mientras una fuerza desconocida siempre termina interfiriendo en cada una de sus ejecuciones volviéndose al punto de partida. |
| 21 / 42.º    | «Homecoming»                            | «Regreso a casa»                      | Risa Bramon García   | Bradley Thompson y David Weddle                       | 7 de mayo de 2003        | Un oficial de la Delta Force (Gil Bellows), recientemente dado de baja del combate, intenta hacer las paces con su descarriado hijo adolescente (Penn Badgley) al mismo tiempo que le impide descubrir un misterioso secreto. |
| 22 / 43.º    | «Sunrise»                               | «Amanecer»                            | Tim Matheson         | Katrina Cabrera Ortega                                | 21 de mayo de 2003       | Cinco estudiantes universitarios llamados Marty (Jonathan Jackson), Amber (Sarah Carter), Noah (Michael Peña), Eva (Lauren Lee Smith) y Wesley (Tyler Labine) exploran un sitio azteca. Descuidadamente derriban una jarra llena de sangre y, en un instante, el sol se apaga. Al interpretar unos glifos, los estudiantes llegan a la conclusión de que la Tierra no volverá a recibir más luz solar, a menos que se sacrifique a uno de ellos. |
| 22 / 44.º    | «Burned»                                | «Quemados»                            | John T. Kretchmer    | Seth Weisburst y Daniel Wolowicz                      | 21 de mayo de 2003       | Un magnate de bienes raíces agorafóbico (Jason Bateman) se ve obligado a enfrentarse a los pecados de su pasado cuando los fantasmas de dos niños gemelos muertos en un incendio ocasionado por él mismo comienzan a perseguirlo. |